# Hirśk
Hirśk (ukr. Гірськ) – wieś na Ukrainie, w obwodzie czernihowskim, w rejonie koriukowskim, w hromadzie Snowśk. W 2021 liczyła 554 mieszkańców.